# Acanthomyrmex humilis
Acanthomyrmex humilis là một loài kiến thuộc chi Acanthomyrmex. Loài này được Eguchi, Bui và Yamane mô tả năm 2008, có nhiều ở Việt Nam.